# Eupithecia albifronsata
Eupithecia albifronsata är en fjärilsart som beskrevs av Graslin 1863. Eupithecia albifronsata ingår i släktet Eupithecia och familjen mätare. Inga underarter finns listade i Catalogue of Life.